# 2015 год в боксе
2015 год в боксе.

## Любительский бокс
- С января по июнь 2015 года прошла 5-я Всемирная серия бокса. В финале, прошедшем 20-21 июня в Казахстане, местная команда  Астана Арланс победила 6:4 команду  Кубинских Матадоров, и стала первой командой сумевшей завоевать трофей чемпионата дважды.

### Европейские игры
1-е Европейские игры прошли с 16 по 27 июня в Баку. На соревнованиях также был представлен бокс.

#### Мужчины
| Дисциплина | Золото                           | Серебро                      | Бронза                                              |
| ---------- | -------------------------------- | ---------------------------- | --------------------------------------------------- |
| до 49 кг   | Батор Сагалуев Россия            | Брендан Ирвин Ирландия       | Мухаммед Унлу Турция Дмитрий Замотаев Украина       |
| до 52 кг   | Эльвин Мамишзаде Азербайджан     | Винченцо Пикарди Италия      | Хамза Тоуба Германия Вильям Танко Словакия          |
| до 56 кг   | Бахтовар Назиров Россия          | Дмитрий Асанов Беларусь      | Тайфур Алиев Азербайджан Каис Ашфак Великобритания  |
| до 60 кг   | Альберт Селимов Азербайджан      | Софьян Умиа Франция          | Шон Маккомб Ирландия Матеуш Польский Польша         |
| до 64 кг   | Коллазо Сотомайор Азербайджан    | Винченцо Манджакапре Италия  | Кастриот Сопа Германия Виктор Петров Украина        |
| до 69 кг   | Парвиз Багиров Азербайджан       | Александр Беспутин Россия    | Джош Келли Великобритания Ярослав Самофалов Украина |
| до 75 кг   | Майкл О'Рейли Ирландия           | Хайбула Мусалов Азербайджан  | Золтан Харча Венгрия Максим Коптяков Россия         |
| до 81 кг   | Теймур Мамедов Азербайджан       | Валентино Манфредония Италия | Павел Силягин Россия Александр Хижняк Украина       |
| до 91 кг   | Абдулкадир Абдуллаев Азербайджан | Геворг Манукян Украина       | Йосип Бепо Филипи Хорватия Садам Магомедов Россия   |
| от 91 кг   | Джозеф Джойс Великобритания      | Гасан Гимбатов Россия        | Магомедрасул Меджидов Азербайджан Тони Йока Франция |

#### Женщины
| Дисциплина | Золото                      | Серебро                   | Бронза                                              |
| ---------- | --------------------------- | ------------------------- | --------------------------------------------------- |
| до 51 кг   | Николь Адамс Великобритания | Сандра Драбик Польша      | Элиф Джошкун Турция Саяна Сагатаева Россия          |
| до 54 кг   | Елена Савельева Россия      | Марция Давиде Италия      | Анна Алимарданова Азербайджан Азизе Нимани Германия |
| до 60 кг   | Кэти Тейлор Ирландия        | Эстелль Моссели Франция   | Яна Алексеевна Азербайджан Ташина Бугар Германия    |
| до 64 кг   | Анастасия Белякова Россия   | Валентина Альберти Италия | Сэнди Райан Великобритания Анета Рыгельская Польша  |
| до 75 кг   | Наухка Фонтейн Нидерланды   | Анна Лорелль Нэш Швеция   | Сара Шойрих Германия Лидия Фидура Польша            |

### Чемпионат Европы
41-й Чемпионат Европы по боксу 2015 прошёл с 6 по 15 августа 2015 года в Самокове, Болгария.
| Дисциплина  | Золото                        | Серебро                      | Бронза                         |
| до 49 кг    | Василий Егоров Россия         | Харви Хорн Великобритания    | Тинко Банабаков Болгария       |
| до 49 кг    | Василий Егоров Россия         | Харви Хорн Великобритания    | Руфат Гусейнов Азербайджан     |
| до 52 кг    | Даниэль Асенов Болгария       | Мухаммед Али Великобритания  | Нандор Чока Венгрия            |
| до 52 кг    | Даниэль Асенов Болгария       | Мухаммед Али Великобритания  | Кельвин де ла Ньеве Испания    |
| до 56 кг    | Майкл Конлан Ирландия         | Кейс Ашфак Великобритания    | Франческо Майетта Италия       |
| до 56 кг    | Майкл Конлан Ирландия         | Кейс Ашфак Великобритания    | Арам Авагян Армения            |
| до 60 кг    | Джозеф Кордина Великобритания | Отар Эраносян Грузия         | Энрико Лакрус Нидерланды       |
| до 60 кг    | Джозеф Кордина Великобритания | Отар Эраносян Грузия         | Элиан Димитров Болгария        |
| до 64 кг    | Виталий Дунайцев Россия       | Пэт МакКормак Великобритания | Дин Уолш Ирландия              |
| до 64 кг    | Виталий Дунайцев Россия       | Пэт МакКормак Великобритания | Эвалдас Пятраускас Литва       |
| до 69 кг    | Эймантас Станионис Литва      | Павел Костромин Беларусь     | Юба Сиссоко Ндиайе Испания     |
| до 69 кг    | Эймантас Станионис Литва      | Павел Костромин Беларусь     | Кларенс Боджанг Гойерам Швеция |
| до 75 кг    | Пётр Хамуков Россия           | Томаш Яблонский Польша       | Заал Квачатадзе Грузия         |
| до 75 кг    | Пётр Хамуков Россия           | Томаш Яблонский Польша       | Сальваторе Кавальяро Италия    |
| до 81 кг    | Джозеф Уорд Ирландия          | Петер Мёлленберг Нидерланды  | Хрвойе Сеп Хорватия            |
| до 81 кг    | Джозеф Уорд Ирландия          | Петер Мёлленберг Нидерланды  | Джошуа Буатси Великобритания   |
| до 91 кг    | Евгений Тищенко Россия        | Игорь Якубовский Польша      | Тервел Пулев Болгария          |
| до 91 кг    | Евгений Тищенко Россия        | Игорь Якубовский Польша      | Николайс Гришунинс Латвия      |
| свыше 91 кг | Филип Хргович Хорватия        | Флориан Шульц Германия       | Михай Нистор Румыния           |
| свыше 91 кг | Филип Хргович Хорватия        | Флориан Шульц Германия       | Петар Белберов Болгария        |

### Чемпионат мира
18-й Чемпионат мира по боксу прошёл с 5 по 15 октября 2015 года в Дохе. Чемпионат мира по боксу 2015 года является отборочным турниром во всех дисциплинах для выступления на Олимпиаде-2016 в Рио-де-Жанейро.
| Весовая категория | Золото                       | Серебро                          | Бронза                           |
| ----------------- | ---------------------------- | -------------------------------- | -------------------------------- |
| до 49 кг          | Хоанис Архилагос Куба        | Василий Егоров Россия            | Дмитрий Замотаев Украина         |
| до 49 кг          | Хоанис Архилагос Куба        | Василий Егоров Россия            | Рохен Ладон Филиппины            |
| до 52 кг          | Эльвин Мамишзаде Азербайджан | Йосвани Вейтия Куба              | Мохамед Флисси Алжир             |
| до 52 кг          | Эльвин Мамишзаде Азербайджан | Йосвани Вейтия Куба              | Ху Цзяньгуань Китай              |
| до 56 кг          | Майкл Конлан Ирландия        | Муроджон Ахмадалиев Узбекистан   | Дмитрий Асанов Беларусь          |
| до 56 кг          | Майкл Конлан Ирландия        | Муроджон Ахмадалиев Узбекистан   | Шива Тапа Индия                  |
| до 60 кг          | Ласаро Альварес Куба         | Альберт Селимов Азербайджан      | Робсон Консейсан Бразилия        |
| до 60 кг          | Ласаро Альварес Куба         | Альберт Селимов Азербайджан      | Эльнур Абдураимов Узбекистан     |
| до 64 кг          | Виталий Дунайцев Россия      | Фазлиддин Гаибназаров Узбекистан | Ясниэль Толедо Куба              |
| до 64 кг          | Виталий Дунайцев Россия      | Фазлиддин Гаибназаров Узбекистан | Вуттичай Масук Таиланд           |
| до 69 кг          | Мохаммед Рабии Марокко       | Данияр Елеусинов Казахстан       | Лю Вэй Китай                     |
| до 69 кг          | Мохаммед Рабии Марокко       | Данияр Елеусинов Казахстан       | Парвиз Багиров Азербайджан       |
| до 75 кг          | Арлен Лопес Куба             | Бектемир Меликузиев Узбекистан   | Хуссейн Бакр Абдин Хосам Египет  |
| до 75 кг          | Арлен Лопес Куба             | Бектемир Меликузиев Узбекистан   | Майкл О’Рейлли Ирландия          |
| до 81 кг          | Хулио Сесар ла Крус Куба     | Джо Уорд Ирландия                | Павел Силягин Россия             |
| до 81 кг          | Хулио Сесар ла Крус Куба     | Джо Уорд Ирландия                | Эльшод Расулов Узбекистан        |
| до 91 кг          | Евгений Тищенко Россия       | Эрисланди Савон Куба             | Геворг Манукян Украина           |
| до 91 кг          | Евгений Тищенко Россия       | Эрисланди Савон Куба             | Абдулкадир Абдуллаев Азербайджан |
| свыше 91 кг       | Тони Йока Франция            | Иван Дычко Казахстан             | Джозеф Джойс Великобритания      |
| свыше 91 кг       | Тони Йока Франция            | Иван Дычко Казахстан             | Баходыр Джалолов Узбекистан      |

## Профессиональный бокс

### Тяжёлый вес
- 13 января стало известно что  Луис Ортис победивший 11 сентября 2014 года TKO1  Латифа Кайоде и выигравший титул временного чемпиона мира по версии WBA лишён пояса за использование запрещённого вещества (Нандролон), результат боя аннулирован.
- 17 января  Деонтей Уайлдер победил UD  Бермейна Стиверна и завоевал титул чемпиона мира по версии WBC.
- 28 февраля чемпион Европы по версии EBU  Тайсон Фьюри победил RTD8  Кристиана Хаммера и отстоял звание обязательного претендента на бой с чемпионом мира по версии WBO.
- 14 марта  Вячеслав Глазков победил UD  Стива Каннингема и завоевал звание обязательного претендента на бой с чемпионом мира по версии IBF.
- 25 апреля  Владимир Кличко победил UD  Брайанта Дженнингса и защитил титулы чемпиона мира по версиям WBA super, IBF, IBO, WBO и The Ring.
- 22 мая  Александр Поветкин победил TKO1  Майка Переса и завоевал звание обязательного претендента на бой с чемпионом мира по версии WBC.
- 22 мая  Андрей Федосов победил TKO8  Донована Денниса и завоевал вакантный титул WBO Inter-Continental став победителем престижного американского турнира ESPN’s Boxcino 2015.
- 13 июня  Деонтей Уайлдер победил KO9  Эрика Молину и защитил титул чемпиона мира по версии WBC.
- 11 июля  Руслан Чагаев победил KO1  Франческо Пьянету и защитил титул чемпиона мира по версии WBA.
- 26 сентября  Деонтей Уайлдер победил TKO11  Жоана Дюапа и защитил титул чемпиона мира по версии WBC.
- 17 октября  Луис Ортис победил KO3  Матиаса Ариэля Видондо и завоевал титул временного чемпиона мира по версии WBA.
- 4 ноября  Александр Поветкин победил TKO12  Мариуша Ваха и защитил титул чемпиона по версии WBC Silver.

- 28 ноября  Тайсон Фьюри победил UD  Владимира Кличко и завоевал титулы чемпиона мира по версиям WBA super, IBF, IBO, WBO и The Ring.
- 8 декабря  Тайсон Фьюри лишён пояса чемпиона мира по версии IBF из за отказа от обязательной защиты против  Вячеслава Глазкова в пользу боя реванша с  Владимиром Кличко[3].
- 19 декабря  Луис Ортис победил TKO7  Брайанта Дженнингса и защитил титул временного чемпиона мира по версии WBA.
- 19 декабря  Роберт Хелениус победил UD  Франца Рилла и завоевал вакантные титулы чемпиона Европы по версии EBU и чемпиона по версии IBF International.

### Первый тяжёлый вес
- 10 апреля  Денис Лебедев победил UD  Йоури Каленгу и защитил титул чемпиона мира по версии WBA.
- 10 апреля  Виктор Эмилио Рамирес победил UD  Олу Афолаби и завоевал титул временного чемпиона мира по версии IBF.
- 22 мая  Григорий Дрозд победил TKO9  Лукаша Яника и защитил титул чемпиона мира по версии WBC.
- 22 мая  Рахим Чахкиев победил KO8  Джуниора Энтони Райта и завоевал титул чемпиона мира по версии IBO.
- 25 июля  Бейбут Шуменов победил UD  Би Джей Флореса и завоевал титул временного чемпиона мира по версии WBA.
- 14 августа  Кшиштоф Гловацки победил KO11  Марко Хука и завоевал титул чемпиона мира по версии WBO.
- 2 октября  Виктор Эмилио Рамирес свёл вничью SD бой с  Овиллом Маккензи и защитил титул чемпиона мира по версии IBF.
- 4 ноября  Денис Лебедев победил TKO8  Латифа Кайоде и защитил титул чемпиона мира по версии WBA.
- 4 ноября  Ола Афолаби победил KO5  Рахима Чахкиева и завоевал титул чемпиона мира по версии IBO.
- 4 ноября  Оланреваджу Дуродола победил TKO2  Дмитрия Кудряшова и завоевал вакантный титул чемпиона по версии WBC Silver.
- 18 декабря бой между  Муратом Гассиевым и  Айзея Томасом[англ.] за статус обязательного претендента на титул чемпионом мира по версии IBF признан несостоявшимся NC3. Томас не смог продолжить бой из-за удара Гасиева после гонга.

### Полутяжёлый вес
- 14 марта  Сергей Ковалёв победил TKO8  Жана Паскаля и защитил титулы чемпиона мира по версиям WBA super, WBO и IBF.
- 14 марта  Айзек Чилемба победил UD  Василия Лепихина и завоевал титул чемпиона Северной Америки по версии NABF.
- 21 марта  Юрген Бремер победил RTD9  Робина Красничи и защитил титул регулярного чемпиона мира по версии WBA.
- 4 апреля  Адонис Стивенсон победил UD  Сакио Бику и защитил титулы чемпиона мира по версиям WBC и The Ring.
- 25 июля  Сергей Ковалёв победил KO3  Наджиба Мохаммеди и защитил титулы чемпиона мира по версиям WBA super, WBO и IBF.
- 23 августа  Феликс Валера победил SD  Станислава Каштанова и завоевал титул временного чемпиона мира по версии WBA.
- 5 сентября  Юрген Бремер победил RTD7  Конни Конрада и защитил титул регулярного чемпиона мира по версии WBA.
- 11 сентября  Адонис Стивенсон победил TKO3  Томми Карпенси[англ.] и защитил титул чемпиона мира по версии WBC.
- 9 октября  Игорь Михалкин победил UD  Уго Касперски и защитил титул чемпиона Европы по версии EBU.
- 16 октября претендент на титул чемпиона мира  Анджей Фонфара победил UD экс-чемпион мира  Нэйтена Клеверли и завоевал титул WBC International.
- 28 ноября  Элейдер Альварес победил MD  Айзека Чилемба и завоевал звание обязательного претендента на бой с чемпионом мира по версии WBC.
- 12 декабря  Салливан Баррера победил KO5  Каро Мурата и стал обязательным претендентом на бой с чемпионом мира по версии IBF.

### Второй средний вес
- 21 февраля  Артур Абрахам победил второй раз в карьере UD  Пола Смита и защитил титул чемпиона мира по версии WBO.
- 24 апреля  Баду Джек победил MD  Энтони Диррелла и завоевал титул чемпиона мира по версии WBC.
- 9 мая  Фёдор Чудинов победил SD  Феликса Штурма и завоевал вакантный титул регулярного чемпиона мира по версии WBA.
- 23 мая  Джеймс Дигейл победил UD  Андре Диррелла и завоевал вакантный титул чемпиона мира по версии IBF.
- 20 июня чемпион мира по версиям WBA super и The Ring  Андре Уорд победил TKO9  Пола Смита. Бой проходил в промежуточном весе (172 фунта), поэтому титулы Уорда не стояли на кону.
- 26 июня  Хильберто Рамирес Санчес победил UD  Дерека Эдвардса и защитил титул чемпиона мира по версии WBO International.
- 18 июля  Артур Абрахам победил TKO6  Роберта Штиглица и защитил титул чемпиона мира по версии WBO.
- 18 июля  Винсент Файгенбутц победил TKO3  Маурисио Рейносо и завоевал вакантный титул временного чемпиона мира по версии WBA.
- 12 сентября  Баду Джек победил SD  Джорджа Грувса и защитил титул чемпиона мира по версии WBC.
- 26 сентября  Фёдор Чудинов победил UD  Фрэнка Бульони и защитил титул регулярного чемпиона мира по версии WBA.
- 17 октября  Винсент Файгенбутц победил UD  Джованни Де Каролиса и защитил титул временного чемпиона мира по версии WBA.
- 21 ноября  Артур Абрахам победил SD  Мартина Мюррея и защитил титул чемпиона мира по версии WBO.
- 28 ноября  Джеймс Дигейл победил UD  Лучиана Буте и защитил титул чемпиона мира по версии IBF.
- 12 декабря  Дилмурод Сатыбалдиев победил UD  Романа Шкарупу и защитил титул чемпиона по версии WBA Continental.

### Средний вес
- 5 февраля из-за проблем с законом, и невозможностью защиты титула,  Джермен Тейлор лишён звания чемпиона мира по версии IBF. Титул объявлен вакантным.
- 21 февраля  Геннадий Головкин победил TKO11  Мартина Мюррея и защитил титулы чемпиона мира по версиям WBA super, IBO и WBC interim.
- 28 февраля  Крис Юбенк (младший) победил TKO12  Дмитрия Чудинова, и завоевал титул временного чемпиона мира по версии WBA.
- 11 апреля  Энди Ли свёл вничью SD бой с  Питером Куиллином. Чемпионский титул по версии WBO на кону не стоял, так как Куиллин не уложился в лимит веса.
- 24 апреля  Дэниел Джейкобс победил TKO12  Калеба Труакса и защитил титул чемпиона мира по версии WBA.
- 9 мая  Сауль Альварес победил KO3  Джейма Киркленда. Поединок прошёл в промежуточном весе до 155 фунтов (70,3 кг).
- 16 мая  Геннадий Головкин победил TKO6  Вилли Монро мл. и защитил титулы чемпиона мира по версиям WBA super, IBO и WBC interim.
- 6 июня  Мигель Котто победил TKO4  Дэниэла Гила и защитил титул чемпиона мира по версии WBC.
- 20 июня  Давид Лемьё победил UD  Хассана Н’Дама Н’Жикама и завоевал вакантный титул чемпиона мира по версии IBF.
- 1 августа  Дэниел Джейкобс победил TKO2  Серхио Мору и защитил титул чемпиона мира по версии WBA.
- 10 октября  Альфонсо Бланко победил UD  Сергея Хомицкого и завоевал титул временного чемпиона мира по версии WBA.

- 17 октября в рамках PPV-шоу  Геннадий Головкин победил TKO8  Давида Лемьё и завоевал титул чемпиона мира по версии IBF, также защитив титулы чемпиона мира по версиям WBA super, IBO и WBC interim.
- 24 октября  Крис Юбенк (младший) победил TKO2  Тони Джетера и завоевал титул временного чемпиона мира по версии WBA.
- 21 ноября рамках PPV-шоу  Сауль Альварес победил UD  Мигеля Котто и завоевал вакнтный титул чемпиона мира по версии WBC.
- 5 декабря  Дэниел Джейкобс победил TKO1  Питера Куиллина и защитил титул чемпиона мира по версии WBA.
- 19 декабря  Билли Джо Сондерс победил MD  Энди Ли и завоевал титул чемпиона мира по версии WBO.

### Второй полусредний (первый средний вес)
- 9 мая  Джек Кулкай победил UD  Мориса Вебера и завоевал титул временного чемпиона мира по версии WBA.
- 12 июня  Эрисланди Лара победил UD  Делвина Родригеса, защитил титул чемпиона мира по версии WBA и завоевал вакантный титул чемпиона мира по версии IBO.
- 12 сентября  Джермалл Чарло победил KO3  Корнелиуса Бандрейджа и завоевал титул чемпиона мира по версии IBF.
- 10 октября  Лиам Смит победил TKO7  Джона Томпсона[англ.] и завоевал вакантный титул чемпиона мира по версии WBO.
- 25 ноября  Эрисланди Лара победил TKO3  Яна Завека и защитил титулы чемпиона мира по версиям WBA и IBO.
- 28 ноября  Джермалл Чарло победил TKO4  Вилки Кэмпфорта и защитил титул чемпиона мира по версии IBF.
- 5 декабря  Джек Кулкай победил UD  Денниса Хогана и защитил титул временного чемпиона мира по версии WBA.
- 19 декабря  Лиам Смит победил TKO7  «Джимми» Килрейна Келли и защитил титул чемпиона мира по версии WBO.

### Полусредний вес
- 7 марта  Кит Турман победил UD  Роберта Герреро и защитил титул чемпиона мира по версии WBA.
- 13 марта  Андре Берто победил TKO6  Хосесито Лопеса и завоевал титул временного чемпиона мира по версии WBA.
- 28 марта  Келл Брук победил RTD4  Ионуца Дан Иона и защитил титул чемпиона мира по версии IBF.

- 2 мая  Флойд Мейвезер-младший победил UD  Мэнни Пакьяо защитил титулы чемпиона мира по версиям WBC, WBA Super и завоевал титул чемпиона мира по версии WBO.
- 30 мая  Келл Брук победил TKO6  Фрэнки Гэвина и защитил титул чемпиона мира по версии IBF.
- 27 июня  Тимоти Брэдли победил UD  Джесси Варгаса и завоевал титул временного чемпиона мира по версии WBO.
- 11 июля  Кит Турман победил RTD7  Луиса Коллацо[англ.] и защитил титул чемпиона мира по версии WBA.
- 1 августа экс-чемпион мира по версиям WBA super, WBC  Дэнни Гарсия победил TKO9 экс-чемпиона мира  Пола Малиньяджи, тем самым успешно дебютировав в полусреднем весе.

- 12 сентября  Флойд Мейвезер-младший победил UD  Андре Берто и защитил титулы чемпиона мира по версиям WBC и WBA Super
- 7 ноября  Тимоти Брэдли победил TKO9  Брэндона Риоса и защитил титул чемпиона мира по версии WBO.
- 7 ноября  Давид Аванесян победил TKO9  Чарли Наварро и завоевал титул временного чемпиона мира по версии WBA.

### Первый полусредний вес (второй лёгкий)
- 11 апреля чемпион мира по версиям WBA super, WBC и The Ring  Дэнни Гарсия победил MD чемпиона по версии IBF,  Ламонта Питерсона. Поединок прошёл в договорном весе 143 фунта (64,9 кг). Пояса на кону не стояли.
- 18 апреля  Теренс Кроуфорд победил TKO6  Томаса Дюлорме и завоевал вакантный титул чемпиона мира по версии WBO.
- 18 апреля  Лукас Мартин Матиссе победил MD  Руслана Проводникова.
- 15 мая  Хосе Бенавидес победил TKO12  Хорхе Паеса младшего и защитил титул временного чемпиона мира по версии WBA.
- 22 июня чемпион мира по версии IBO  Эдуард Трояновский победил KO3  Рональда Понтильяса.
- 18 июля  Сесар Рене Куэнка победил UD  Ян Ляньхуэя и завоевал вакантный титул чемпиона мира по версии IBF.
- 3 октября  Виктор Постол победил KO10  Лукаса Мартина Матиссе и завоевал вакантный титул чемпиона мира по версии WBC.
- 3 октября  Эдриэн Бронер победил TKO12  Хабиба Аллахвердиева и завоевал вакантный титул чемпиона мира по версии WBA.
- 24 октября  Теренс Кроуфорд победил TKO10  Дьерри Жана[англ.] и защитил титул чемпиона мира по версии WBO.
- 4 ноября  Эдуард Трояновский победил TKO6  Сесара Рене Куэнка и завоевал титул чемпиона мира по версии IBF, также защитив титул чемпиона мира по версии IBO.

### Лёгкий вес
- 9 января  Дарлейс Перес победил UD  Джонатана Майсело, и защитил титул временного чемпиона мира по версии WBA.
- 18 апреля  Дерри Метьюс победил UD  Тони Луиса и завоевал титул временного чемпиона мира по версии WBA.
- 1 мая в бою за титул чемпиона мира по версии WBO,  Раймундо Белтран[англ.] победил TKO2  Такахиро Ао, но превысил лимит веса. Титул остался вакантным.
- 30 мая  Хорхе Линарес победил TKO10  Кевина Митчелла и защитил титул чемпиона мира по версии WBC.
- 11 июля  Терри Флэнаган победил TKO2  Хосе Сепеду и завоевал вакантный титул чемпиона мира по версии WBO.
- 18 июля  Дарлейс Перес свёл вничью SD бой с  Энтони Кролла за титул чемпиона мира по версии WBA.
- 10 октября  Терри Флэнаган победил TKO2  Диего Магдалено[англ.] и защитил титул чемпиона мира по версии WBO.
- 10 октября  Хорхе Линарес победил KO4  Ивана Кано и защитил титул чемпиона мира по версии WBC.
- 21 ноября в бою реванше  Энтони Кролла победил KO5  Дарлейса Переса, и завоевал титул чемпиона мира по версии WBA.
- 12 декабря  Исмаэль Баррозу победил TKO5  Кевина Митчелла и завоевал титул временного чемпиона мира по версии WBA.
- 18 декабря  Рансес Бартелеми победил UD  Дениса Шафикова и завоевал вакантный титул чемпиона мира по версии IBF.

### Второй полулёгкий (первый лёгкий) вес
- 21 марта  Эмануэль Лопес победил TKO9  Карлоса Падилью и завоевал титул временного чемпиона мира по версии WBA.
- 11 апреля  Роман Мартинес победил UD  Орландо Салидо и стал чемпионом мира по версии WBO.
- 1 мая  Такаси Миура победил TKO3  Билли Диба и защитил титул чемпиона мира по версии WBC.
- 6 мая  Такаси Утияма победил TKO2  Жомтонга Чуватану[англ.] и в 10-й раз защитив титул регулярного чемпиона мира по версии WBA получил титул супер-чемпиона мира (WBA super).
- 29 мая  Хавьер Фортуна победил UD  Брайана Васкеса и завоевал вакантный титул регулярного чемпиона мира по версии WBA.
- 13 июня  Хосе Педраса победил UD  Андрея Климова и завоевал вакантный титул чемпиона мира по версии IBF.
- 20 июня  Эмануэль Лопес победил TKO10  Роландо Жионо и защитил титул временного чемпиона мира по версии WBA.
- 12 сентября  Роман Мартинес свёл вничью SD бой реванш против  Орландо Салидо и защитил титул чемпиона мира по версии WBO.
- 29 сентября  Хавьер Фортуна победил TKO10  Карлоса Ивана Веласкеса и защитил титул регулярного чемпиона мира по версии WBA.
- 3 октября  Хосе Педраса победил SD  Эднера Черри и защитил титул чемпиона мира по версии IBF.
- 21 ноября  Франсиско Варгас победил TKO9  Такаси Миуру и завоевал титул чемпиона мира по версии WBC.
- 17 декабря  Хесреэль Корралес победил RTD11  Хуана Антонио Родригеса и завоевал титул временного чемпиона мира по версии WBA.
- 31 декабря  Такаси Утияма победил TKO3  Оливера Флореса и защитил титул супер-чемпиона мира (WBA super).

### Полулёгкий вес
- 28 марта  Гэри Расселл-младший победил TKO4  Джонни Гонсалеса и завоевал титул чемпиона мира по версии WBC.
- 28 марта  Карлос Самбрано победил UD  Даниэля Рамиреса и завоевал титул временного чемпиона мира по версии WBA.
- 2 мая  Василий Ломаченко победил KO9  Гамальера Родригеса и защитил титул чемпиона мира по версии WBO.
- 30 мая  Ли Селби победил TD8  Евгения Градовича и завоевал титул чемпиона мира по версии IBF.
- 6 июня  Хесус Куэллар победил KO8  Вахтанга Дарчиняна и завоевал титул регулярного чемпиона мира по версии WBA.
- 13 июня в бою за титул чемпиона мира по версии WBA Super  Николас Уолтерс победил UD  Мигеля Марриягу, но превысил лимит веса. Титул остался вакантным.
- 1 августа  Карлос Самбрано победил UD  Хосе Санмартина и защитил титул временного чемпиона мира по версии WBA.
- 29 августа  Лео Санта Крус победил MD  Абнера Мареса и завоевал титул чемпиона мира по версии WBA Super.
- 14 октября  Ли Селби победил UD  Фернандо Монтиеля и защитил титул чемпиона мира по версии IBF.
- 24 октября экс-чемпион мира  Евгений Градович победил SD  Алдимара Силва Сантуша
- 7 ноября  Василий Ломаченко победил KO10  Ромула Коасичу и защитил титул чемпиона мира по версии WBO.
- 5 декабря  Хесус Куэллар победил UD  Джонатана Окендо и защитил титул регулярного чемпиона мира по версии WBA.

### Второй легчайший вес
- 17 января  Лео Санта Крус победил TKO8  Хесуса Руиса и защитил титул чемпиона мира по версии WBC.
- 28 февраля  Карл Фрэмптон победил TKO5  Криса Авалоса[англ.] и защитил титул чемпиона мира по версии IBF.
- 18 апреля  Мойзес Флорес победил SD  Оскара Эскандона и завоевал титул временного чемпиона мира по версии WBA.
- 18 июля  Скотт Куигг победил TKO2  Кико Мартинеса и защитил титул чемпиона мира по версии WBA Super.
- 18 июля  Карл Фрэмптон победил UD  Алехандро Гонсалеса мл.[англ.] и защитил титул чемпиона мира по версии IBF.
- 29 августа  Хулио Сеха победил TKO5  Уго Руиса и завоевал титул временного чемпиона мира по версии WBC.
- 22 сентября  Мойзес Флорес победил TKO12  Луиса Эммануэля Кусолито и завоевал титул временного чемпиона мира по версии WBA.
- 22 ноября экс-чемпион мира  Гильермо Ригондо победил UD  Дриана Франсиско[англ.] и завоевал вакантный титул чемпиона по версии WBC International Silver.
- 11 декабря  Нонито Донэр победил UD  Сезара Хуареса и завоевал вакантный титул чемпиона мира по версии WBO.

### Легчайший вес
- 16 апреля  Синсукэ Яманака победил KO7  Диего Рикардо Сантильяна и защитил титул чемпиона мира по версии WBC.
- 9 мая  Джейми МакДоннелл победил UD  Томоки Камэду и защитил титул чемпиона мира по версии WBA.
- 13 июня  Ли Хаскинс[англ.] победил TKO6  Рёсукэ Ивасу и завоевал титул временного чемпиона мира по версии IBF.
- 2 августа  Хуан Карлос Пайано победил SD  Роши Уоррена и защитил титул чемпиона мира по версии WBA Super а также завоевал вакантный титул по версии IBO.
- 7 августа  Пунглуанг Сор Сингю победил KO  Рё Акахо и завоевал вакантный титул чемпиона мира по версии WBO.
- 6 сентября  Джейми МакДоннелл второй раз в карьере победил UD  Томоки Камэду и защитил титул чемпиона мира по версии WBA.
- 22 сентября  Синсукэ Яманака победил SD  Ансельмо Морено и защитил титул чемпиона мира по версии WBC.
- 7 ноября  Жанат Жакиянов победил SD  Йонфреса Парехо[англ.] и завоевал титул временного чемпиона мира по версии WBA.

### Второй наилегчайший вес
- 14 февраля  Дэвид Санчес победил TKO10  Хуана Альберто Росаса и защитил титул временного чемпиона мира по версии WBA.
- 6 марта  Золани Тете победил TKO8  Пола Батлера и защитил титул чемпиона мира по версии IBF.
- 4 апреля  Карлос Куадрас победил UD  Луиса Консепсьона и защитил титул чемпиона мира по версии WBC.
- 4 июля  Дэвид Кармона свёл вничью SD бой против  Варлито Парренаса Лопеса за титул временного чемпиона мира по версии WBO.
- 18 июля  ЭмСиЖое Арройо победил TD10  Артура Вильянуэву и завоевал вакантный титул чемпиона мира по версии IBF.
- 15 августа  Карлос Куадрас победил TKO5  Диксона Флореса и защитил титул чемпиона мира по версии WBC.
- 19 сентября  Луис Консепсьон победил RTD  Дэвида Санчеса и завоевал титул временного чемпиона мира по версии WBA.
- 16 октября  Кохэй Коно победил UD  Коки Камэду и защитил титул чемпиона мира по версии WBA.
- 28 ноября  Карлос Куадрас победил UD  Коки Это и защитил титул чемпиона мира по версии WBC.
- 17 декабря  Луис Консепсьон победил UD  Эрнана Маркеса, которому ранее дважды уступал, и защитил титул временного чемпиона мира по версии WBA.
- 29 декабря  Наоя Иноуэ победил TKO2  Варлито Парренаса и защитил титул чемпиона мира по версии WBO.

### Наилегчайший вес
- 7 марта  Амнат Руенроенг победил UD  Цзоу Шимина и защитил титул чемпиона мира по версии IBF.
- 28 марта  Хуан Франсиско Эстрада победил TKO3  Роммела Асэньйо, и защитил титулы чемпиона мира по версиям WBA Super и WBO.
- 22 апреля  Кадзуто Иока победил UD  Хуана Карлоса Ревеко и завоевал титул чемпиона мира по версии WBA.
- 16 мая  Роман Гонсалес нокаутировал TKO2  Эдгара Сосу и защитил титулы чемпиона мира по версиям WBC и The Ring.
- 27 июня  Амнат Руенроенг победил UD  Джонриэля Касимеро и защитил титул чемпиона мира по версии IBF.
- 29 июля  Стамп Киатниват победил MD  Грегорио Леброна и завоевал титул временного чемпиона мира по версии WBA.
- 26 сентября  Хуан Франсиско Эстрада победил KO10  Эрнана Маркеса и защитил титулы чемпиона мира по версиям WBA Super и WBO.
- 27 сентября  Кадзуто Иока победил UD  Роберто Доминго Сосу и защитил титул чемпиона мира по версии WBA.
- 17 октября  Роман Гонсалес победил TKO9  Брайана Вилория и защитил титулы чемпиона мира по версиям WBC и The Ring.
- 7 декабря  Амнат Руенроенг победил UD  Мен Хо Ли и защитил титул чемпиона мира по версии IBF.
- 10 декабря  Грегорио Леброн в бою реванше победил UD  Стампа Киатнивата и завоевал титул временного чемпиона мира по версии WBA.
- 31 декабря  Кадзуто Иока победил TKO11  Хуана Карлоса Ревеко и защитил титул чемпиона мира по версии WBA.

### Первый наилегчайший вес
- 28 марта  Донни Ньетес победил RTD9  Луиса Сейю и защитил титул чемпиона мира по версии WBO.
- 11 апреля  Педро Гевара победил TKO1  Ричарда Клавераса и защитил титул чемпиона мира по версии WBC.
- 6 мая  Рёити Тагути победил TKO8  Квантая Ситморсенга и защитил титул чемпиона мира по версии WBA.
- 30 мая  Хавьер Мендоса победил TD6  Милана Мелиндо и защитил титул чемпиона мира по версии IBF.
- 4 июля  Педро Гевара победил UD  Гинагана Лопеса и защитил титул чемпиона мира по версии WBC.
- 11 июля  Донни Ньетес победил UD  Франсиско Родригеса младшего и защитил титул чемпиона мира по версии WBO.
- 17 октября  Донни Ньетес победил UD  Хуана Алехо и защитил титул чемпиона мира по версии WBO.
- 28 ноября  Ю Кимура победил SD  Педро Гевару и завоевал титул чемпиона мира по версии WBC.
- 29 декабря  Акира Яэгаси победил UD  Хавьера Мендосу и завоевал титул чемпиона мира по версии IBF.
- 31 декабря  Рёити Тагути победил RTD9  Луиса де ла Росу и защитил титул чемпиона мира по версии WBA.

### Минимальный вес
- 5 февраля  Ваенхонг Менайотин победил UD  Джеффри Галеро и защитил титул чемпиона мира по версии WBC.
- 21 февраля  Хекки Бадлер победил UD  Эсуса Сильвестра и защитил титулы чемпиона мира по версиям WBA и IBO.
- 5 марта  Нокаут Си-Пи Фрешмарт победил UD  Мохаммеда Рахмана, и защитил титул временного чемпиона мира по версии WBA.
- 22 апреля  Кацунари Такаяма победил TD9  Фахлана Саккреериена и защитил титул чемпиона мира по версии IBF.
- 30 мая  Косэй Танака победил UD  Хулиана Едраса и завоевал вакантный титул чемпиона мира по версии WBO.
- 2 июня  Ваенхонг Менайотин победил KO9  Джерри Томогдана и защитил титул чемпиона мира по версии WBC.
- 2 июля  Нокаут Си-Пи Фрешмарт победил UD  Алексиса Диаза, и защитил титул временного чемпиона мира по версии WBA.
- 19 сентября  Хекки Бадлер победил UD  Симфиви Хонко и защитил титулы чемпиона мира по версиям WBA и IBO.
- 27 сентября  Кацунари Такаяма победил TKO8  Рюдзи Хару и защитил титул чемпиона мира по версии IBF.
- 24 ноября  Ваенхонг Менайотин победил TKO9  Янг Хиль Бэ и защитил титул чемпиона мира по версии WBC, Бэ превысил вес, для него пояс не стоял на кону.
- 31 декабря  Косэй Танака победил KO6  Вика Салудара и защитил титул чемпиона мира по версии WBO.
- 31 декабря  Хосе Аргумедо победил TD9  Кацунари Такаяму и завоевал титул чемпиона мира по версии IBF.

## PPV шоу
Список боксёрских мероприятий прошедших по системе платных трансляций.

### США
| № | Дата        | Место проведения                    | Главный поединок и основной андеркарт                                                                                    | Телеканал      | Количество покупок ppv             | доходы с ppv  | доходы с билетов |
| 1 | 2 мая       | MGM Grand, Лас-Вегас, США           | Флойд Мэйвезер— Мэнни Пакьяо Лео Санта Крус—Хосе Каетано Василий Ломаченко—Гамальер Родригес                             | HBO & Showtime | 4 600 000 (90$ за SD., 100$ за HD) | 437 000 000 $ | 72 200 000 $     |
| 2 | 12 сентября | MGM Grand, Лас-Вегас, США           | Флойд Мэйвезер— Андре Берто Баду Джек—Джордж Грувс Роман Мартинес—Орландо Салидо (2) Ванес Мартиросян—Ише Смит           | Showtime       | 400 000 (65$ за SD., 75$ за HD)    |               |                  |
| 3 | 17 октября  | Мэдисон-сквер-гарден, Нью-Йорк, США | Геннадий Головкин— Давид Лемьё Роман Гонсалес—Брайан Вилория Луис Ортис—Матиас Ариэль Видондо Туреано Джонсон—Эмон Окейн | HBO            | 150 000 (50$ за SD., 60$ за HD)    | 8 200 000$    |                  |
| 4 | 21 ноября   | Мандалай-Бэй, Лас-Вегас, США        | Мигель Котто— Сауль Альварес Такаси Миура—Франсиско Варгас Гильермо Ригондо—Дриан Франсиско Джейсон Велес—Ронни Риос     | HBO            | 900 000 (60$ за SD., 70$ за HD)    | 58 000 000 $  |                  |

### Великобритания
| № | Дата       | Место проведения          | Главный поединок и основной андеркарт                                                                                 | Телеканал  | Количество покупок ppv                        | доходы с ppv | доходы с билетов |
| 1 | 2 мая      | MGM Grand, Лас-Вегас, США | Флойд Мэйвезер— Мэнни Пакьяо                                                                                          | Sky Sports | 876 000 (20 £ Великобритания) (25 € Ирландия) |              |                  |
| 2 | 30 мая     | Лондон, Великобритания    | Келл Брук— Фрэнки Гэвин Хорхе Линарес—Кевин Митчелл Евгений Градович—Ли Селби Энтони Джошуа—Кевин Джонсон             | Sky Sports | 139 000 (17 £ за HD)                          |              |                  |
| 3 | 28 ноября  | Дюссельдорф, Германия.    | Владимир Кличко — Тайсон Фьюри                                                                                        | Sky Sports | 545 000 (17 £ за HD)                          |              |                  |
| 4 | 12 декабря | Лондон, Великобритания.   | Энтони Джошуа — Диллиан Уайт Крис Юбенк мл.—Гэри О'Салливан Тони Белью—Матеуш Мастернак Кевин Митчелл—Исмаэль Барросо | Sky Sports | 420 000 (17 £ за HD)                          |              |                  |

## Рекорды и значимые события
- 22 апреля японский боксёр, Кадзуто Иока завоевал титул в третьей для себя весовой категории, и сделал это за рекордные 18 поединков.
- 2 мая состоялся поединок между  Флойдом Мэйвезером и  Мэнни Пакьяо. Поединок установил множество финансовых рекордов:
  - Поединок собрал 4,6 млн покупок, что стало рекордным. (Предыдущий рекорд: 2,48 млн Оскар Де Ла Хойя — Флойд Мэйвезер, 2007 г)
  - Прибыль от платных трансляций составила более 437 000 000 $. (Предыдущий рекорд 150 млн Флойд Мэйвезер — Сауль Альварес, 2013 г)[4]
  - Прибыль от билетов составила 72,2 млн $ (Предыдущий рекорд 20 млн Флойд Мэйвезер — Сауль Альварес, 2013 г)
  - Прибыль от рекламы составила рекордные более 12 млн $
  - Прибыль от зарубежных платных трансляций составила рекордные более 30 000 000 $.
  - Гонорары обоих боксёров так же стали рекордными. Мэйвезера — 210 млн, Пакьяо — 140 млн. (Предыдущий рекорды: Флойд Мэйвезер за бой с Альваресом 2013 года, заработал около 70 млн $., гонорар Оскара Де Ла Хойи за бой с Мэйвезером 2007 года составил 53 млн $)
  - Общая прибыль от поединка составила более 550 000 000 $. (Предыдущий рекорд: около 180 млн Флойд Мэйвезер — Сауль Альварес, 2013 г)
- 9 мая состоялся бой между  Саулем Альваресом и  Джеймсом Кирклендом. Бесплатная аудитория составила 2,3 млн, что стало рекордным за последние 9 лет.
- В сентябре, Флойд Мейвезер после победы над Андре Берто ушёл из бокса, чем повторил рекорд Рокки Марчиано, уйдя из бокса непобеждённым с рекордом 49-0.
- 28 ноября  Тайсон Фьюри победив  Владимира Кличко, завершил многолетнее доминирование украинского боксёра.
  - В списке самых длительных чемпионов мира в истории, Кличко стал вторым с результатом в 9 лет, 7 месяцев и 7 дней, проведя в итоге 18 успешных защит титула, уступив лишь Джо Луису. Владимир Кличко стал самым многолетним чемпионом мира за последние 66 лет.
  - Учитывая весь период чемпионства в карьере Кличко, он стал рекордсменом в тяжёлом весе, будучи в статусе чемпиона 4383 дня (12 лет).

## Награды
- Боксёр года —  Тайсон Фьюри
- Бой года —  Франсиско Варгас KO9  Такаси Миура
- Нокаут года —  Сауль Альварес KO3  Джеймс Киркленд
- Апсет года —  Тайсон Фьюри UD  Владимир Кличко
- Возвращение года —  Баду Джек
- Событие года — Флойд Мэйвезер — Мэнни Пакьяо
- Раунд года —  Амир Имам —  Фидель Мальдонадо (раунд 3)
- Проспект года —  Такума Иноуэ
- Тренер года — Джое Галлагхер
- Вдохновление года —  Энтони Кролла